# 水底の歌
『水底の歌』（みなそこのうた）は、哲学者・梅原猛の著した柿本人麿に関する評論。副題は「柿本人麻呂論」。大佛次郎賞受賞作。
飛鳥時代の歌聖・柿本人麿は女帝・持統天皇によって流罪に処せられ刑死したとして、柿本人麿の和歌を、恋歌や挽歌を中心に悲劇的に見直す新しい解釈を示した。
1972年（昭和47年）6月から1973年（昭和48年）6月まで雑誌「すばる」（当時は季刊誌）に連載し、1973年11月に出版された。

## 内容
梅原猛は柿本人麿が大津皇子と同様に、何らかの政治事件に巻き込まれて流罪になり亡くなったとする説を立て、その説明として、今までの柿本人麿の人物に関する諸書の解釈の矛盾点を挙げつつ、数多くの文献から、人麿流罪説を裏付ける部分と解釈を示していく。
内容構成としては、先ず斎藤茂吉の示した、柿本人麿の亡くなった鴨山という地が石見国邑智（おうち）郡の粕淵の地であるとする説の矛盾点を挙げ、柿本人麿の晩年の歌に“水底”や“死”に関するイメージの多いことを中核に、状況証拠を挙げ、鴨嶋という海上の小島に流罪となり、亡くなった大胆な説を挙げる。
その次に、人麿の地位・年齢に関する賀茂真淵の解釈の矛盾点を挙げ、柿本人麿は柿本猨（さる、別名：猿丸大夫）と同一人物であり、地位も春宮大夫で天皇の側近くにある立場であった説を立てる。
そして人麿が正史に登場せず、歌集の中でのみ登場するのは、藤原政権による歴史隠蔽の為であり、逆に柿本猿が歌人として正史にありながら、その歌が残っていないのは、その歌が人麿の作として歌集に載っているためであるとする。そして“猨(猿)”とは“人”麿が政治事件に巻き込まれて罪人となった為に名づけられた蔑称であり、万葉集にその歌が載せられたのは、橘諸兄らによる怨霊の鎮魂と、藤原政権にたいする批判・牽制の意味合いがあったためであるとする。

## 評価
歴史を総合的に捉え、柿本人麿について、一見大胆にではあるが、多数の文献と詳細な論述によって述べられた評論には説得力があり、多くの評判を得て、大佛次郎賞を受賞し、国文学者の久松潜一や中西進が限定的にせよ、人麿の水死の可能性を認める発言をするに至った。また井沢元彦はこの影響を受けて『猿丸幻視行』（ミステリー小説）を著している。
一方、益田勝実の批判があるなど、歴史学会ではこの説は受け入れられておらず、伊藤博の持統天皇崩御後に殉死したとする説を出すなど、人麿の最期には諸説あり、茂吉説・『水底の歌』で述べられた梅原説を含めてどれが有力なのか学界では結論は出ていない。
これらの批判の原因は梅原の言うように、人麻呂が高官であれば処罰されたとしても『続日本紀』などに記載があるはずなのに全く無いなど、状況証拠による推測のみで史料批判を経た史料上での論証がなされていないためである。
梅原は「本当に批判を展開したいのであれば、私の述べた茂吉説及び、契沖、真淵説に対する批判が間違っていて、茂吉説或いは契沖、真淵説が正しいことを証明するか、もしくは契沖、真淵説でもなく、私の人麿水死説でもない第三の説を提示しなければ本当の批判とは言えない」として自説への批判には回答していない。
これに対し、土淵正一郎は「柿本人麿の謎を解く」（『別冊歴史読本』1990年7月号収）で、「『水底の歌』での主張への反論を申し込んだのに対し、多忙を理由にそれへの回答を拒否された。これは学者の良識に反すると批判している」と反論している。
また梅原自身も「この『水底の歌』だけでは、茂吉の鴨山考、真淵の人麿論を反論する限りにおいての必要な資料と理論を展開したに過ぎず、仮に人麿が流罪者であったにしても、彼の流罪の原因を成した筈の政治事件についての論証が欠如しており、『古今和歌集』序文の信憑性を示すに十分な論理展開が足りず、日本人の万葉観がいかにして変化し、江戸時代以来の文学観がいかに間違っているかについての詳細な究明を行うことが出来なかった」として、それらをこれからの自己の課題として位置付けている。

## 関連文献
- 『柿本人麿』（著：斎藤茂吉）
- 『万葉集』
- 『古今和歌集』
- 『懐風藻』
- 『神々の体系』（著：上山春平　版：中公新書）
- 『古事記』
- 『日本書紀』
- 『日本続紀』
- 『柿本影供記』（著：藤原敦光）
- 『古今著聞集』
- 『十訓抄』
- 『人丸秘密抄』
- 『石見国風土記』